# Port lotniczy Arak
Port lotniczy Arak (IATA: AJK, ICAO: OIHR) – lotnisko w mieście Arak, stolicy ostanu Markazi w Iranie. Jest jednym z najstarszych lotnisk w Iranie. Zostało otwarte w 1938 roku.

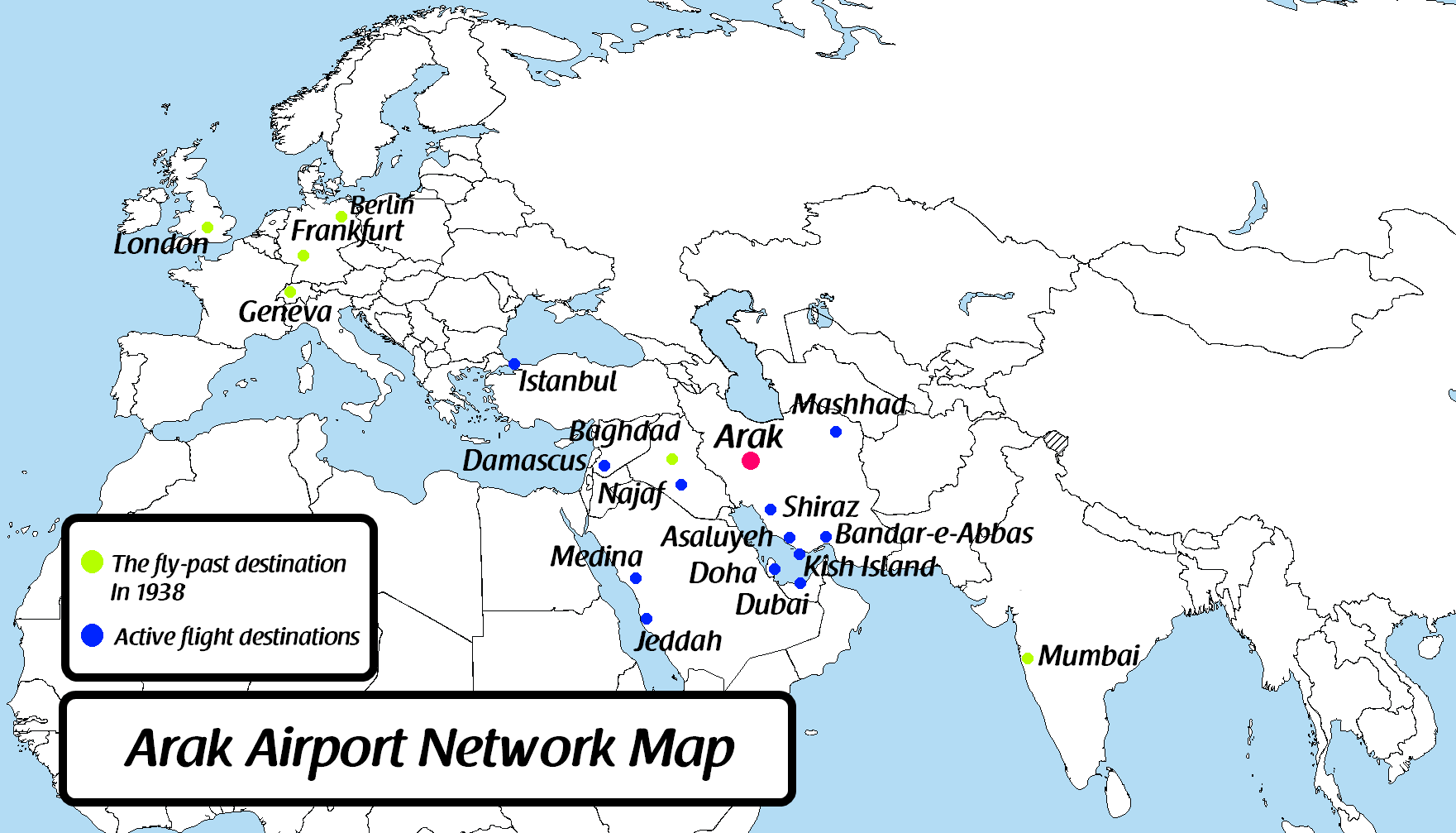
Arak Airport Network Map